# Dólar espanhol
O Real de a ocho, também conhecido como dólar espanhol, peso de ocho ou peso fuerte, é uma moeda de prata, de aproximadamente 38 milímetros de diâmetro, no valor de oito reales, que foi cunhada pelo Império Espanhol a partir de 1598. Sua finalidade era corresponder ao alemão Táler.

## História
O dólar espanhol foi amplamente utilizado por muitos países como moeda internacional por causa da uniformidade das suas características. Alguns países permitiram que o dólar espanhol fosse usado como moeda local. O dólar espanhol foi a moeda em que o original dólar dos Estados Unidos foi baseado, e manteve-se em curso legal nos Estados Unidos até que a Lei da Cunhagem de 1857 proibiu seu uso nesse país.
As moedas em circulação nas colônias americanas eram, na maior parte, de origem espanhola ou portuguesa, prevalecendo, porém, os dólares espanhóis, que acabaram por denominar a moeda americana no lugar da Libra esterlina.
Foi amplamente utilizado na Europa, nas Américas e no Extremo Oriente e tornou-se a primeira moeda global no final do século XVIII.
Além do dólar norte-americano, várias outras moedas como o dólar canadense, o iene japonês, o yuan chinês, o peso filipino e várias moedas na América Latina foram, inicialmente, baseadas no dólar espanhol.[carece de fontes?]
Milhões de dólares espanhóis foram cunhados ao longo de vários séculos. Eles estavam entre as moedas de maior circulação do período colonial nas Américas, e ainda estavam em uso na América do Norte e no Sudeste da Ásia no século XIX.